# Dicranomyia erratica
Dicranomyia erratica är en tvåvingeart som först beskrevs av Alexander 1934.  Dicranomyia erratica ingår i släktet Dicranomyia och familjen småharkrankar. Inga underarter finns listade i Catalogue of Life.